# Kobrowce
Kobrowce (białorus. Кобраўцы, Kobraucy, ros. Кобровцы, Kobrowcy) – wieś na Białorusi w rejonie szczuczyńskim obwodu grodzieńskiego, w possowiecie Ostryna.

## Położenie geograficzne
W XIX w. opisywane jako miejscowości położone nad rzeką Kobrówką.
Obecnie wieś znajduje się przy drodze krajowej R145 (рэспубліканска дарога Р145), biegnącej z Grodna przez Ostrynę i Raduń do Dociszek przy granicy białorusko-litewskiej. Leży ok. 4 km na północ od Ostryny i 22 km na północny zachód od Szczuczyna.

## Historia
W okresie Rzeczypospolitej Obojga Narodów miejscowość leżała w powiecie lidzkim województwa wileńskiego.
Prawdopodobnie tu, pod Ostryną, został zabity hetman polny litewski Wincenty Aleksander Gosiewski, porwany przez zbuntowanych żołnierzy ze Związku Braterskiego.
Po 1795 r. w wyniku III rozbioru Rzeczypospolitej Kobrowce znalazły się na obszarze tzw. ziem zabranych zaboru rosyjskiego w powiecie (ujeździe) lidzkim kolejnych guberni: słonimskiej (1795–1797), litewskiej (do 1801), grodzieńskiej (do 1843) i wileńskiej.
Słownik geograficzny Królestwa Polskiego pod nazwą „Kobrowce” wymienia trzy, leżące obok siebie, jednostki osadnicze: wieś, okolicę szlachecką i folwark. W XIX w. wśród właścicieli dóbr ziemskich w Kobrowcach pojawiają się nazwiska: Narbut h. Trąby, h. Zadora, Sielawa h. Sielawa, Kos(s)akowski, Skinder h. Śreniawa, Olechnowicz h. Leliwa, Osiecki, Rymkiewicz h. Pomian, Sidorowicz h. Sydoryk, Snacki h. Mordeły, h. Ślepowron, Szczuka h. Grabie.
W 1866 r. zaludnienie trzech wspomnianych jednostek osadniczych w Kobrowcach prezentowało się następująco:
- folwark: 34 mieszkańców;
- okolica: 14 domów, 134 mieszkańców;
- wieś: 13 domów, 140 mieszkańców[3].

W dwudziestoleciu międzywojennym wieś znalazła się w gminie Ostryna, początkowo w powiecie lidzkim, następnie (od 1929) w powiecie szczuczyńskim województwa nowogródzkiego Rzeczypospolitej Polskiej.
Spisu powszechny z 1921 r. uwzględnił trzy jednostki osadnicze o nazwie „Kobrowce” w gminie Ostryna:
- Kobrowce – okolica: 50 domów, 230 mieszkańców: 121 mężczyzn, 109 kobiet; pod względem wyznania: 164 rzymskich katolików, 66 prawosławnych; pod względem deklarowanej narodowości: 165 Polaków, 65 Białorusinów;
- Kobrowce I – folwark: 1 dom mieszkalny, 9 mieszkańców: 5 mężczyzn, 4 kobiety; pod względem wyznania: 5 rzymskich katolików, 4 prawosławnych; pod względem deklarowanej narodowości: 5 Polaków, 4 Białorusinów;
- Kobrowce II – folwark: 2 domy, 18 mieszkańców: 10 mężczyzn, 8 kobiet; pod względem wyznania: 16 rzymskich katolików, 2 prawosławnych; pod względem deklarowanej narodowości: 15 Polaków, 3 Białorusinów[11].

Po agresji ZSRR na Polskę w 1939 r. miejscowość znalazła się w składzie Białoruskiej SRR (rejon szczuczyński od 15 stycznia 1940). W l. 1941–1944 była pod okupacją niemiecką (Komisariat Rzeszy Wschód). Od września 1944 r. w obwodzie grodzieńskim BSRR. Od 1990 r. w niepodległej Republice Białorusi.